# Aplito

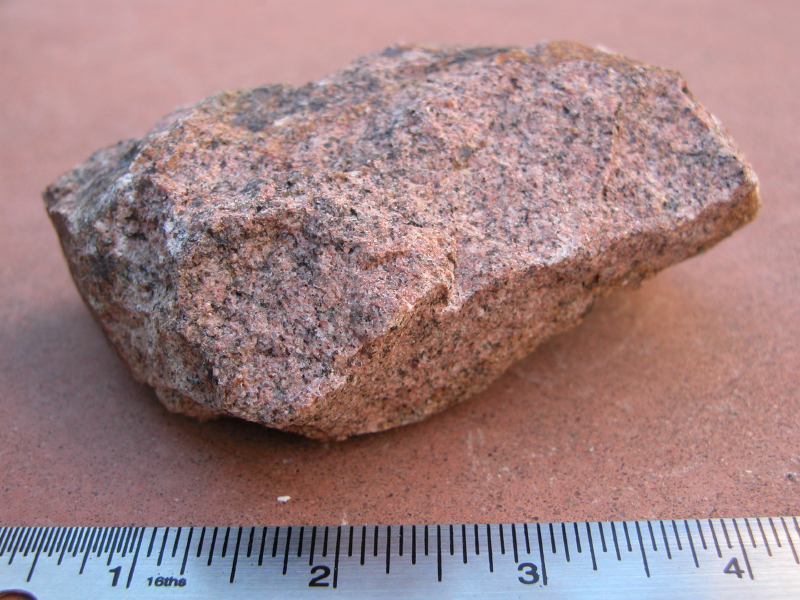
Amostra de aplito (NASA Rocklibrary).

Aplitos são rochas ígneas, intrusivas, de composição granítica, cor clara, textura sacaroidal e granulação muito fina. São compostas basicamente por quartzo e ortoclásio equigranulares. São comuns de ocorrência em veios, diques e bolsões.